# 馬尼拉戰役 (1899年)
馬尼拉戰役（英語：Battle of Manila）是美菲戰爭第一場戰鬥，也是整個戰爭規模最大的戰役。戰鬥時間為1899年2月4日至2月5日，其中共有12,000名美國士兵和15,000名菲律賓士兵參與。其中美國軍隊駐紮菲律賓營地的時發現可疑人物後開槍，隨後司令官下達命令要求向菲律賓軍隊進攻。菲律賓總統埃米利奧·阿奎納多試圖促成停火，但是美國軍官爱威尔·斯蒂芬·奥蒂斯拒絕這項要求。到了第二天雙方武裝衝突升級，最後戰鬥由美國勝利作結，不過之後好幾天則陸陸續續發生多起小衝突。

## 延伸閱讀
- Aguinaldo, Emilio. (1899). True Version of the Philippine Revolution （页面存档备份，存于）.

## 外部連結
- Sibley, David J. .   [12 March 2013]. （原始内容存档于2013-03-16）. （页面存档备份，存于）